# Podocarpus lambertii
Podocarpus lambertii — вид хвойних рослин родини подокарпових.

## Поширення, екологія
Країни поширення: Аргентина (Місьйонес); Бразилія (Мінас Жерайс, Парана, Ріо-де-Жанейро, Ріу-Гранді-ду-Сул, Санта-Катаріна, Сан-Паулу). Найчастіше згадуваним типом середовища проживання виду є «скелясті луки», які насправді є мозаїкою кам'янистих полів з травами, а часто і чагарниками, вологих або торф'яних районів, малих і великих потоків води, які межують з більш високою деревною рослинністю, або навіть з галерейним лісом. Є мало даних із зазначенням висоти: деякі колекції були зібрані від 900 м до 1800 м над рівнем моря.

## Використання
Комерційне використання не зафіксовано для цього невеликого дерева. Він може бути використаний на місцевому рівні для стовпів огорож і, швидше за все, на дрова.

## Загрози та охорона
В деяких частинах ареалу вирубки лісу, можливо, мали негативний вплив на цей вид. Вид має обмежене поширення в межах охоронних територій, таких як порт. Parque Estadual do Podocarpus в бразильському штаті Ріо-Гранде-ду-Сул.